# Adiel
Adiel de Oliveira Amorim (ur. 13 sierpnia 1980) – brazylijski piłkarz występujący na pozycji pomocnika.

## Kariera piłkarska
Od 1997 do 2013 roku występował w Santos FC, Urawa Reds, Botafogo, Al Qadsia, Shonan Bellmare, Wuhan Zall i Hubei Huakaier.